# Jetpac
Jetpac è un videogioco sparatutto a scorrimento orizzontale sviluppato e pubblicato nel 1983 dalla software house inglese Ultimate Play the Game per gli home computer ZX Spectrum, Commodore VIC-20 e BBC Micro (nel 1984). Rappresenta il primo capitolo della serie Jetman, comprendente Lunar Jetman e Solar Jetman, e il primo titolo dell'azienda.
Il gioco segue le vicende di Jetman, che deve ricostruire il suo razzo per esplorare diversi pianeti, mentre allo stesso tempo si difende da alieni ostili. Dalla sua uscita, l'opera venne inclusa come minigioco in numerose altre produzioni della Rare, come Donkey Kong 64 del 1999, e venne inserita nell'antologia del 2015 Rare Replay e in una raccolta di giochi per ZX Spectrum Vega. Nel 2007 ne venne prodotto un remake, Jetpac Refueled, uscito su Xbox Live Arcade.
Il gioco venne programmato dal cofondatore di Ultimate Chris Stamper e la grafica fu progettata da suo fratello, Tim Stamper. Jetpac era uno dei pochissimi giochi Spectrum disponibile anche in formato  ROM da usare con Interface 2, consentendo il caricamento "istantaneo" del gioco quando il normale metodo di caricamento della cassetta richiedeva pochi minuti. Il titolo venne accolto con il plauso della critica alla sua uscita: i recensori ne lodarono la presentazione e il gameplay del gioco. Vinse il titolo di "Gioco dell'anno" ai Golden Joystick Awards nel 1983.